# America Alone
America Alone – The End of the World as We Know It ist ein Buch des kanadischen Journalisten Mark Steyn, das im Jahr 2006 erschienen ist. Eine deutschsprachige Übersetzung liegt zurzeit noch nicht vor, mit Ausnahme einiger Ausschnitte, welche in verschiedenen deutschsprachigen Zeitungen erschienen sind.
Steyn befasst sich in dem Buch mit der zukünftigen Entwicklung der westlichen Welt und betrachtet diese äußerst pessimistisch. Obwohl das Buch ein ernstes Thema behandelt, ist es humorvoll, teils sarkastisch geschrieben.
Steyns Auffassung nach wird der Großteil dessen, was im Allgemeinen als westliche Welt bezeichnet wird, das 21. Jahrhundert nicht überleben. Ein erheblicher Teil der westlichen Welt wird schon in näherer Zukunft ("zu unseren Lebzeiten") verschwinden, die meisten europäischen Länder eingeschlossen.
Zu dieser Schlussfolgerung kommt Steyn aufgrund von drei Entwicklungen, die er als Schlüsselfaktoren betrachtet:
1. Der demographische Niedergang des Westens
2. Die nicht aufrecht haltbaren westlichen Fürsorgestaaten
3. Zivilisatorische Ermüdung

## Buchausgabe
- Mark Steyn: America Alone. The End of the World as We Know It. Regnery Publishing, Washington 2006, ISBN 0-89526-078-6.